# Mediengestalter Digital und Print

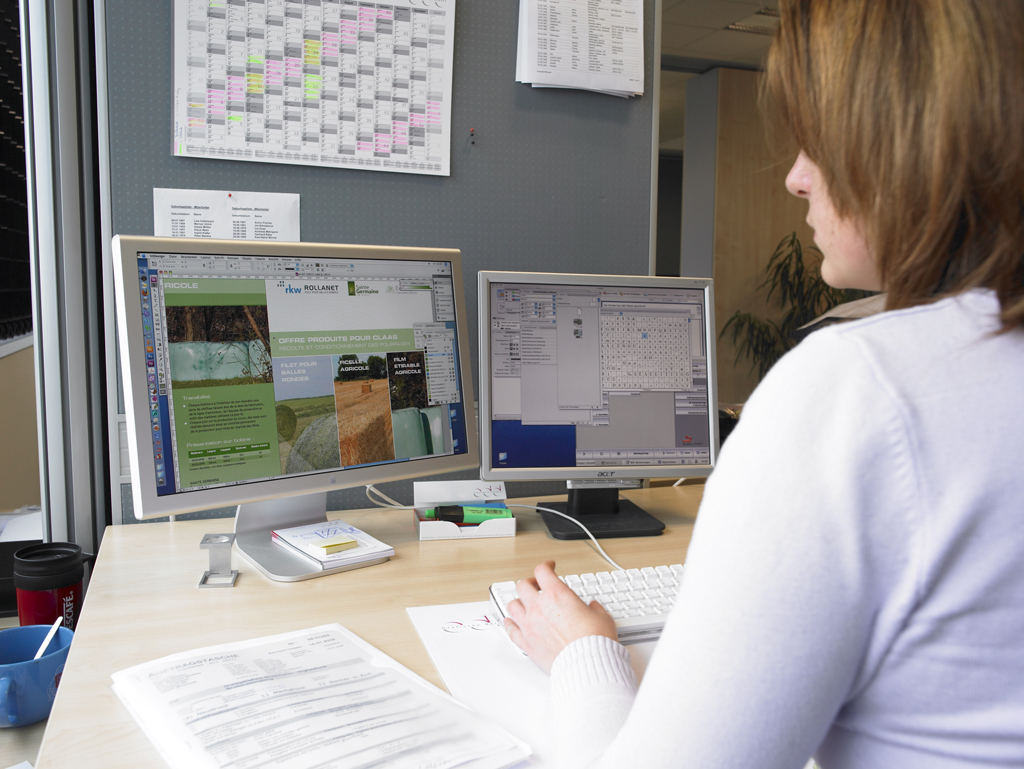
Mediengestalterin Digital und Print bei der Arbeit

Mediengestalter Digital und Print (Deutschland), Medienfachmann bzw. Medienfachfrau (Österreich) bzw. Polygraf (Schweiz) ist ein Ausbildungsberuf, der verschiedene Tätigkeiten in der Druckvorstufe bzw. der Produktion digitaler Medien umfasst.
Er steht in der Nachfolge traditionsreicher Berufe wie etwa Druckvorlagenhersteller und Druckformhersteller (bis 1994), Schriftsetzer, Reprograf, Notenstecher, Reproretuscheur (1974 bis 1995), Reprofotograf (1974 bis 1995), oder Reprohersteller (1994 bis 1998). Bis 1998 hieß der Beruf des Mediengestalters Fachrichtung Druck in Deutschland „Werbe- und Medienvorlagenhersteller“, bis 2007 „Mediengestalter für Digital- und Printmedien“.
Durch die fortschreitende Digitalisierung wurden diese Berufsbilder zusammengeführt und mit fachlichen Schwerpunkten versehen.

## Ausbildungsüberblick
Die dreijährige Ausbildung umfasst u. a. Typografie, Desktop-Publishing, Bildbearbeitung, Fotografie, Webdesign, ggf. auch Web-Engineering und wurde zuerst in die vier Fachrichtungen „Medienberatung“, „Mediendesign“, „Medienoperating“ und „Medientechnik“ aufgeteilt. Seit 2007 ist die Ausbildung neu gegliedert; demnach gibt es nur noch drei Fachrichtungen: „Beratung und Planung“, „Konzeption und Visualisierung“ und „Gestaltung und Technik“, wobei keine direkte Nachfolgefachrichtung für „Medientechnik“ angeboten wird. Die Spezialisierung beginnt erst ab dem dritten Ausbildungsjahr. Der Mediengestalter ist mit dieser Neustrukturierung wieder mehr auf Design, Kundenbetreuung und Datenhandling, jedoch weniger auf Drucktechnik ausgerichtet.
Die bundeseinheitlichen Aufgaben der Zwischen- und Abschlussprüfungen werden durch den Zentral-Fachausschuss Berufsbildung Druck und Medien erstellt. Die schriftlichen und mündlichen Prüfungen obliegen den Industrie- und Handelskammern, während die praktischen Prüfungsstücke weitestgehend in den Ausbildungsbetrieben angefertigt werden.

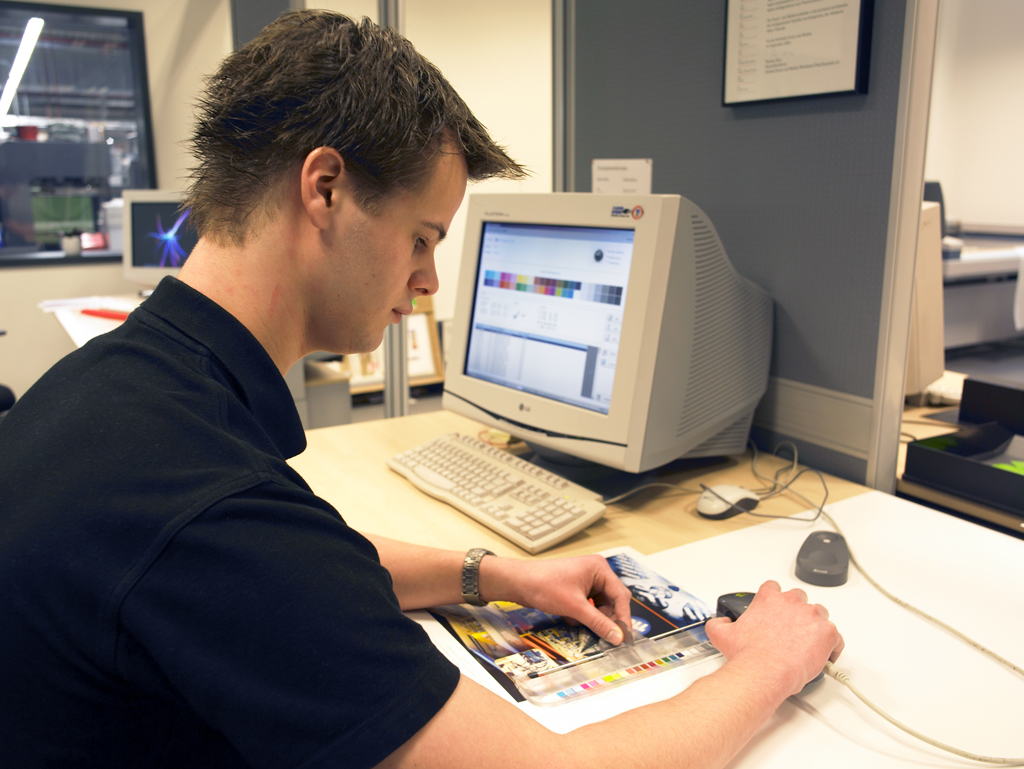
Mediengestalter Digital und Print bei der Arbeit

Die Ausbildung kann sowohl betrieblich als auch schulisch erfolgen. Die Ausbildungsdauer kann bei entsprechenden schulischen Voraussetzungen, etwa bei Fachhochschulreife, verkürzt werden. Dies setzt jedoch die Zustimmung des Ausbildungsbetriebs voraus und muss bei der zuständigen Industrie- und Handelskammer beantragt werden. Neben der betrieblichen Ausbildung gibt es die Möglichkeit eine schulische Ausbildung als Mediengestalter Digital und Print zu absolvieren. Diese dauert meist nur zwei Jahre und erfolgt als Vollzeitunterricht an Berufsfachschulen und an privaten Bildungseinrichtungen.

## Fachrichtungen ab 2023
Seit August 2023 gilt die Neugliederung des Ausbildungsberufes Mediengestalter Digital und Print. Sie bringt die Neugliederung der Fachrichtungen mit sich. Die Fachrichtungen gliedern sich in Projektmanagement, Designkonzeption, Printmedien und Digitalmedien. Dabei kommt der Fachrichtung Digitalmedien eine erweiterte Rolle bei der Erstellung von audiovisuellen Inhalten zugute.

### Projektmanagement
In der Fachrichtung Projektmanagement liegt der Tätigkeitsschwerpunkt bei der Beratung von Kunden und der Durchführung von Projekten. Bei der Durchführung von Projekten steht im Vordergrund die Planung und Überwachung von Kundenprojekten.

### Designkonzeption
Die Fachrichtung Designkonzeption hat den Schwerpunkt bei der visuellen Umsetzung von Kundenprojekten. Sie erstellt Vorlagen und Konzepte für die weitere Medienproduktion. Sie erstellt, bearbeitet Grafiken und Fotografien wie zum Beispiel Logos oder Vektorgrafiken.

### Printmedien
In dieser Fachrichtung geht es hauptsächlich um Druck und Druckveredelung. Die Produktionsdaten werden für das eingesetzte Druckverfahren aufbereitet, wobei automatisierte Abläufe entwickelt und genutzt werden. In dieser Fachrichtung spielen Farbmanagement eine wichtige Rolle.

### Digitalmedien
Die Fachrichtung Digitalmedien hat den Tätigkeitsschwerpunkt bei der Produktion von audiovisuellen Medien wie Fotos, Videos, Webseiten und Webanwendungen. Die Fachrichtung vertieft die Kenntnisse in der Gestaltung und Programmierung für digitale Medienprodukte. Dabei haben Datenbanken und Content-Management-Systeme einen wesentlichen Bestandteil bei der Medienproduktion.

## Fachrichtungen bis 2023
Die Ausbildung des Mediengestalter Digital und Print erfolgt in einem Drittel der Ausbildungszeit in drei Fachrichtungen.

### Beratung und Planung
Die Fachrichtung Beratung und Planung ist der kaufmännisch orientierte Bereich des Mediengestalters. Sie führen Kundengespräche und beraten den Kunden. Mit den Kundenwünschen werden die Projekte in der Gruppe ausgearbeitet und realisiert. Dabei müssen Budget, Zeitrahmen und Kundenwünsche berücksichtigt werden.

### Konzeption und Visualisierung
Mediengestalter Digital und Print der Fachrichtung Konzeption und Visualisierung entwickeln Konzeptionen für Medienprodukte wie Zeitschriften, Werbebroschüren oder Internetseiten. Dazu werten sie das Briefing der Kunden aus, leiten daraus die Aufgabenstellung ab, legen die Auftragsziele fest und analysieren die Zielgruppen. Danach gestalten sie Text-, Grafik-, Audio- und Videodaten für die mediengerechte Weiterverarbeitung: Sie entwerfen Grafiken, Diagramme, Illustrationen und grafische Zeichen, um eine optimale Aussage und Wirkung des Mediums zu erreichen. Sind die Kunden mit dem Ergebnis zufrieden, prüfen Mediengestalter Digital und Print der Fachrichtung Konzeption und Visualisierung die Entwurfsdateien auf Vollständigkeit und technische Umsetzbarkeit und erstellen die Entwürfe. Dabei wenden sie mediengerechte Kontrollverfahren zur Qualitätssicherung an.

### Gestaltung und Technik
Mediengestalter Digital und Print der Fachrichtung Gestaltung und Technik gestalten Medienprodukte und planen Produktionsabläufe. Sie kombinieren Medienelemente, bereiten Daten für den digitalen Einsatz auf und stellen sie für den jeweiligen Verwendungszweck zusammen. Sie fertigen digitale Fotografien an und verarbeiten diese weiter. Während der Ausbildung in der Fachrichtung Gestaltung und Technik kann ein Schwerpunkt gewählt werden: entweder Digital oder Print. Zu den Aufgaben in diesem Fachbereich gehört die Gestaltung und Programmierung von Internetseiten bzw. mobilen Seiten; sowohl auch die Datenbankpflege und Aktualisierung der Datenbank. Auch der Umgang mit Content-Management-Systemen und Shopsystemen sind Teil der Ausbildung.
Mediengestalter der Fachrichtung Gestaltung und Technik planen Produktionsabläufe selbstständig und im Team, gestalten Elemente für Medienprodukte, übernehmen, transferieren und konvertieren Daten für die Mehrfachnutzung, kombinieren Medienelemente, stellen sie für unterschiedliche Medien bereit und geben sie auf verschiedenen Medien aus. Sie stimmen Arbeitsergebnisse mit den Kunden ab.
Kernqualifikation dieser Fachrichtung ist das Aufbereiten von Mediendaten unter Berücksichtigung gestalterischer und technischer Gesichtspunkte für Print- oder Digitalmedienprodukte.

## Arbeitsmarktlage und Perspektive
Durch einen vorübergehenden Boom im Bereich der neuen Informationstechnologien wurde eine erhöhte Nachfrage zu diesem und anderen Berufen wie etwa auch Programmierer prognostiziert, die jedoch von der späteren Wirklichkeit zunächst nicht erfüllt wurde. Durch die dreifache Zugangsmöglichkeit wurde ein Überangebot an Mediengestaltern geschaffen, sodass die Arbeitslosenquote unter diesen zeitweise über 20 % lag. Die Bundesagentur für Arbeit reagierte darauf, nahm kaum noch Umschulungen vor und schränkte die Möglichkeit einer Fortbildung stark ein. In den letzten Jahren haben sich die Berufsaussichten im Bereich der technischen Mediengestaltung allerdings kontinuierlich verbessert. So ist die Arbeitslosenquote von 12,5 % in 2013 auf 9,0 % in 2017 gefallen und liegt damit deutlich unter dem Branchendurchschnitt von 11,2 % in 2017.
Der positive Aufwärtstrend in den Nach-Corona-Jahren bei den neu abgeschlossenen Ausbildungsverträgen hat sich bei den Druck- und Medienberufen nicht fortgesetzt. Besonders gravierend sind die Zahlen bei den Mediengestaltern Digital und Print gesunken. Von 2022 auf 2023 auf -12,51 Prozent.

## Herausforderungen und Chancen

### Generative Künstliche Intelligenz (KI)
Aufgrund der stetigen Weiterentwicklung generativer KI zur UI-, Bild- und Printprodukterzeugung entstehen diverse Herausforderungen aber auch Chancen für das Berufsbild des Mediengestalters Digital und Print.
Herausforderungen bestehen derzeit vermehrt im Bereich der Bild-, Video-, Ton- und Interface-Gestaltung, denn aufgrund generativer KI ist es nun auch fachfremden Gewerken und Laien möglich, ansprechende Designs, Kompositionen und Prototypen zu erzeugen. So könnten sich perspektivisch die gestalterischen Aufgaben des Berufsbilds in dieser Hinsicht reduzieren.
Chancen ergeben sich hingegen im zeitsparenden Explorieren kreativer Ideen gemeinsam mit der KI und der Erhöhung der Produktivität. Aufwändige Detailarbeit in digitalen Tools (z. B. Layouten und Bildbearbeitung) könnte durch die Nutzung generativer KI mit weitaus geringerem Zeitaufwand durchgeführt werden. Der Fokus könnte sich dadurch vermehrt auf die konzeptionelle Arbeit, die fachkompetente Kommunikation mit der KI über Prompts, die Bewertung von KI-generierten Digital- und Print-Produkten und deren Finalisierung verlagern.

## Angrenzende Berufsausbildungen
Im übergeordneten Bereich der Druck- und Medientechnik gibt es in Deutschland noch die duale Ausbildung zum Mediengestalter Bild und Ton, welche sich hingegen hauptsächlich mit der Konzeption und Gestaltung von Bewegtbild für den Bereich Film und TV beschäftigt.
Seit 2023 gibt es zudem noch die staatlich anerkannte duale Ausbildung zum Gestalter für immersive Medien, welche sich auf die Konzeption und Gestaltung von 360° Inhalten und die Entwicklung von interaktiven 3D Anwendungen fokussiert.

## Fachähnliche Ausbildung im Ausland

### Österreich
Die Ausbildungsinhalte entsprechen weitgehend jenen in Deutschland. Auch in Österreich gibt es eine ähnliche Aufteilung der Ausbildung in drei Fachrichtungen, allerdings mit abweichenden Bezeichnungen: Marktkommunikation und Werbung, Mediendesign und Medientechnik. Abgegrenzt davon wird der eigene Lehrberuf Druckvorstufentechnik angeboten, der mehr dem klassischen Druckereiwesen zugeordnet ist.
Österreichische Lehrlinge werden dreieinhalb Jahre ebenfalls im dualen Ausbildungssystem an Berufsschulen und in Lehrbetrieben ausgebildet. So erwerben sie theoretische und praktische Kenntnisse und Fertigkeiten, über die sie am Ausbildungsende die Lehrabschlussprüfung ablegen. Der verwandte Lehrberuf Druckvorstufentechnik kann wie die zwei anderen Fachrichtungen mit verkürzter Lehrzeit absolviert werden.
Zahlreiche fachspezifische Fort- und Weiterbildungsangebote stehen zur Auswahl. Die selbstständige Berufsausübung ist für Medienfachleute unter anderem im reglementierten Gewerbe der Drucker und Druckformenherstellung oder in den freien Gewerben Werbeagentur oder Mediendesign möglich. Für Höherqualifizierungen an Kollegs, Fachhochschulen und Universitäten benötigt man meist die Berufsmatura (Berufsreifeprüfung), die sich aus der Lehrabschlussprüfung und vier weiteren Prüfungen zusammensetzt.